# Сінофобія
Сінофобія (від лат. Sinae — Китай и дав.-гр. φόβος — страх) — неприязнь, нетерпимість, ненависть і презирство до Китаю, китайців і всього китайського. Сінофобія поширена у всіх прикордонних країнах з Китаєм, особливо в Південно-Східній Азії. Також неприязнь до китайців існує в місцях проживання діаспор цієї національності.
Сінофобія стосується в основному китайських діаспор, що проживають за межами Китаю і ускладнюється проблемами імміграції, розвитком національної самосвідомості в сусідніх з Китаєм країнах, невідповідністю багатств в різних країнах, руйнуванням минулої системи цінностей взаємин в суспільстві. Є протилежністю сінофілії.
До причин сінофобії відносяться неприйняття комуністичного уряду Китаю, історичні образи, страх економічної конкуренції та расизм, китайська концепція «втрачених територій», яка продовжує існувати всередині КНР як основа виправдання претензій на території більшості сусідніх країн, втручання КНР у внутрішні справи інших держав.
Китайців не любили давно і багато хто. Психологам і політологам відомо, що немає більш непримиренних ворогів, ніж так звані народи з малими відмінностями[джерело?]. Саме тому сінофобія в усі часи була поширена насамперед у країнах, що межують з Китаєм і в тих, де жили схожі на китайців нації, що відносяться до монголоїдів.[джерело?]